# Bernard Boullard
Bernard Boullard, né le 12 février 1927 à Annebault (Calvados), est un professeur de biologie végétale français.

## Biographie
Issu d’une famille paysanne normande, il suit la formation d’instituteur à l’École normale de Caen. 
Il est ainsi instituteur en octobre 1947, mais par passion pour la botanique, il approfondit sa formation à l’Université de Caen dans le laboratoire Noël Bernard, sous la direction de Fernand Moreau.
Nommé assistant stagiaire de Botanique à la Faculté des sciences de Caen en octobre 1953, il soutient une thèse de doctorat sur les relations entre les fougères et les champignons (La mycotrophie chez les ptéridophytes) le 8 novembre 1955.
Nommé maître de conférences de Botanique à Rouen le 1er octobre 1961, il devient professeur en 1967.
Il étudie particulièrement les relations entre les champignons et les végétaux. Deux espèces de champignons ont été nommées en son honneur : le Microsporon Boullardii et le Hoenbuelia Boullardii.
Il étudie aussi l’influence de la pollution atmosphérique sur les végétaux dans la région rouennaise (1969), puis celles de la pollution de l’eau et des sols (1972).
Le 24 février 1968, il est admis à l’Académie des sciences, belles-lettres et arts de Rouen, qu’il préside en 1976-1977.
Il reçoit les Palmes académiques en 1972, et est promu commandeur en 1979.
Il est auteur de nombreux ouvrages sur les plantes et les champignons.
Membre de l’Académie d’agriculture de France, section « Bois et forêts » (1987).

## Ouvrages
- Les champignons du sol : écologie, méthodes d'étude, Rouen, 1967
- Vie intense et cachée du sol : essai de pédobiologie végétale, Paris, Flammarion, 1967
- Les mycorrhizes, Paris, Masson, 1968
- Fleurs de Normandie, Wettolsheim, Éditions Mars et Mercure, 1977
- À la rencontre d'un grand ami de la nature : Guy de Maupassant (1850-1893), Rouen, B. Boullard, 1985
- L'Arbre dans l’œuvre de Jean Giono, Rouen, B. Boullard, 1987
- Dictionnaire de botanique, Paris, Marketing, 1989
- Guerre et paix dans le règne végétal, Paris, Ellipses-Marketing, 1990, 336 p.
- Petite encyclopédie de la forêt, Paris, Ellipses, 1992, 384 p.
- La nature des arômes et des parfums : chefs-d’œuvre du monde vivant, Paris, ESTEM, 1995
- Plantes et champignons, Paris, ESTEM, 1997, 875 p.  (ISBN 2-909455-99-8)
- Plantes médicinales du monde : croyances et réalités, Paris, ESTEM, 2001, 636 p.
- Plantes de Normandie, Condé-sur-Noireau, Éditions Charles Corlet, 2005
- Plantes et arbres remarquables des rues, squares et jardins de Rouen : itinéraires d'un amoureux de la nature, Rouen, AREHN, PTC, 2006  (ISBN 9782350380162)
- Glaner en Normandie : des conseils, des astuces, des recettes pour envisager, sous un angle curieux ou gourmand, des balades dans la campagne normande, Saint-Bon, Tétras, 2006  (ISBN 978-2-915031-40-9)

## Distinctions
- Commandeur de l'ordre des Palmes académiques (1979)
- Officier de l'ordre national du Mérite
- Médaille d’argent de l’Académie d’agriculture de France